# Хауи-ин-те-Хилс (Флорида)
Хауи-ин-те-Хилс (англ. Howey-in-the-Hills) — муниципалитет, расположенный в округе Лейк (штат Флорида, США) с населением в 956 человек по статистическим данным переписи 2000 года.

## География
По данным Бюро переписи населения США муниципалитет Хауи-ин-те-Хилс имеет общую площадь в 4,92 квадратных километров, из которых 4,66 кв. километров занимает земля и 0,26 кв. километров — вода. Площадь водных ресурсов округа составляет 5,28 % от всей его площади.
Муниципалитет Хауи-ин-те-Хилс расположен на высоте 37 м над уровнем моря.

## Демография
По данным переписи населения 2000 года в Хауи-ин-те-Хилсе проживало 956 человек, 291 семья, насчитывалось 385 домашних хозяйств и 450 жилых домов. Средняя плотность населения составляла около человек на один квадратный километр. Расовый состав населённого пункта распределился следующим образом: 96,97 % белых, 0,52 % — чёрных или афроамериканцев, 0,21 % — коренных американцев, 0,73 % — азиатов, 1,36 % — представителей смешанных рас, 0,21 % — других народностей. Испаноговорящие составили 2,20 % от всех жителей.
Из 385 домашних хозяйств в 27,8 % воспитывали детей в возрасте до 18 лет, 64,9 % представляли собой совместно проживающие супружеские пары, в 7,8 % семей женщины проживали без мужей, 24,4 % не имели семей. 18,4 % от общего числа семей на момент переписи жили самостоятельно, при этом 8,3 % составили одинокие пожилые люди в возрасте 65 лет и старше. Средний размер домашнего хозяйства составил 2,48 человек, а средний размер семьи — 2,80 человек.
Население муниципалитета по возрастному диапазону по данным переписи 2000 года распределилось следующим образом: 20,7 % — жители младше 18 лет, 4,5 % — между 18 и 24 годами, 24,2 % — от 25 до 44 лет, 29,0 % — от 45 до 64 лет и 21,7 % — в возрасте 65 лет и старше. Средний возраст жителей составил 45 лет. На каждые 100 женщин в Хауи-ин-те-Хилсе приходилось 98,8 мужчин, при этом на каждые сто женщин 18 лет и старше приходилось 99,5 мужчин также старше 18 лет.
Средний доход на одно домашнее хозяйство составил 49 327 долларов США, а средний доход на одну семью — 51 458 долларов. При этом мужчины имели средний доход в 39 773 доллара США в год против 27 727 долларов среднегодового дохода у женщин. Доход на душу населения составил 49 327 долларов в год. 3,4 % от всего числа семей в населённом пункте и 5,7 % от всей численности населения находилось на момент переписи населения за чертой бедности, при этом 9,5 % из них были моложе 18 лет и 2,2 % — в возрасте 65 лет и старше.